# Farvandet nord for Anholt
Farvandet nord for Anholt este o arie protejată (arie de protecție specială avifaunistică — SPA) din Danemarca întinsă pe o suprafață de 46.137 ha, integral marine.

## Localizare
Centrul sitului Farvandet nord for Anholt este situat la coordonatele 0°N 0°E / 0°N 0°E.

## Înființare
Situl Farvandet nord for Anholt a fost declarat arie de protecție specială avifaunistică în mai 1983 pentru a proteja 5 specii de animale.

## Biodiversitate
Situată în ecoregiunea marină Atlantică, aria protejată nu include niciun habitat protejat.
La baza desemnării sitului se află mai multe specii protejate de  păsări (5): șoim de iarnă (Falco columbarius), codalb (Haliaeetus albicilla), rață catifelată (Melanitta fusca), rață neagră (Melanitta nigra), eider (Somateria mollissima).